# Intef VI.
Nubkheperre Intef, Antef ali Injotef ali Intef VI. je bil egipčanski faraon iz  Sedemnajste egipčanske dinastije, ki je vladala v Tebah v drugem vmesnem obdobju Egipta. V  Egiptu je takrat vladalo več rivalskih dinastij, vključno s Hiksi v Spodnjem Egiptu. Znano je, da je bil brat in naslednik svojega neposrednega predhodnika Sekhemre-Vepmaata Intefa (Intef V.).

## Poreklo
Intef VI. (Nubkheperre Intef) in njegov brat Intef V. (Sekhemre Vepmaat Intef) sta bila zelo verjetno sinova faraona Sobekemsafa II. (Sekhemre Šedtavi  Sobekemsaf). Domneva temelji na napisu na podboju vrat, odkritih v ostankih templja iz Sedemnajste dinastije v Gebel-Antefu ob cesti iz Luksorja v Faršut.

## Gradnje
Intef V. je eden od najbolje izpričanih vladarjev iz Sedemnajste dinastije. Obnovil je veliko poškodovanih templjev v Gornjem Egiptu in zgradil nov tempelj v Gebel Antefu.  Najbolje ohranjena zgradba iz obdobje njegove vladavine je majhna kapela v Koptosu. Na reliefih na rekonstruiranih štirih stenah je prikazan kralj pred Minom in njegovo kronanje, ki ga opravlja Hor pred nekim drugim bogom. Reliefi so delno izbočeni in delno vbočeni. V Koptosu so odkrili stelo s Koptoškim odlokom, ki se nanaša na dejanja Intefa VI. proti  Minhotepovemu sinu Tetiju. V Abidosu je bilo najdenih več kamnitih kosov, vključno s stebri, ki pričajo o nekakšnih obnovitvenih delih. Na steli, najdeni v Abidosu, je omenjena Intefova hiša ki je zelo verjetno pripadala Intrefu VI. Najstarejše in edino leto vladanja Intefa VI. je 3. leto, omenjeno na steli iz Koptosa. Vladal je zagotovo mnogo dlje, ker bi v tako kratkem času ne mogel dokončati vseh gradbenih del in svoje grobnice. Intef VI. je omenjen na več kot dvajsetih sodobnih spomenikih, kar kaže, da je bil eden on najmočnejših vladarjev v Sedemnajsti egipčanski dinastiji.

## Časovni okvir
Intef VI. ni vladal na začetku, ampak bolj proti koncu Sedemnajste dinastije, verjetno tik pred zadnjimi tremi faraoni iz te dinastije (Senaktenre, Sekenenre in Ahmoz). Njegov relativni položaj v Sedemnajsti dinastiji je nekoliko sporen, vsekakor pa je bil najbolje izpričan in najmočnejši od treh Intefov.

## Rop grobnice in ponovno odkritje
V Intefovo grobnico so roparji grobov vdrli leta 1827 in jo izropali. Del zaklada je prišel v last zahodnih zbiralcev. Njegovo edinstveno leseno krsto (riši) je kupil Britanski muzej od zbiralca Henryja Salta.
Grobnico so ponovno odkrili zgodnji egiptologi okoli leta 1881 in nato pozabili nanjo. Tretjič so jo leta 2001 odkrili nemški arheologi pod vodstvom Daniel Polz, namestnika direktorja Nemškega arheološkega inštituta. V njej so našli nepoškodovano krsto in diadem ali krono, nekaj lokov in puščic in srčnega skarabeja kralja Sobekemsafa.